# フェルディナント・ティーマン
フェルディナント・ティーマン(Johann Karl Wilhelm Ferdinand Tiemann、1848年6月10日-1899年11月14日)は、ドイツの化学者であり、カール・ルートヴィヒ・ライマーとともにライマー・ティーマン反応を発見した。

## 生涯
1866年初めから彼はブラウンシュヴァイク工科大学で薬学について学び、1869年に卒業した。大学の担当教授はベルリン大学のアウグスト・ヴィルヘルム・フォン・ホフマンに推薦状を書き、そこでティーマンは1869年からホフマンの助手として働き始めた。1874年、ヴィルヘルム・ハーマンとティーマンはコニフェリルアルコールからバニリンを合成する方法を開発し、その後2人は会社を設立した。しかし、ライマーが別の方法によるバニリン合成の道を開くライマー・ティーマン反応を発見するまで、工場は上手くいかなかった。1882年、ティーマンはベルリン大学の教授になった。1876年コテニウス・メダル受賞。
ティーマンは、ニオイスミレに含まれるイオノン合成の研究に参加し、ハーマン & ライマー社（現・シムライズ）に大きな利益をもたらした。
ホフマンは、ティーマンの妹のベルタと結婚した。

## 著作
- Tiemann-Gärtner's Handbuch der Untersuchung und Beurtheilung der Wässer : zum Gebrauch für Apotheker, Ärzte, Chemiker, Fabrikanten, Medicinalbeamte und Techniker ; mit 40 Holzstichen u. 10 Taf. . Vieweg, Braunschweig 4. Aufl. / bearb. von Georg Walter und August Gärtner 1895 Digital edition by the University and State Library Düsseldorf